# The 100 (tv-serie)
The 100  er en amerikansk post-apokalyptisk drama tv-serie. Serien er baseret på bogen af samme navn og er den første i Kass Morgans bogserie. Serien er skabt af Jason Rothenberg.
Den havde premiere på The CW den 19. marts 2014 i USA. I Danmark sendes serien på Kanal 5 og er samtidig tilgængelig på Netflix.

## Handling
Serien foregår i fremtiden, 97 år efter atombomber har ødelagt Jordens overflade. De eneste overlevende var ca. 2.400 indbyggere i 12 rumstationer, der var i kredsløb på det tidspunkt. De 12 rumstationer blev senere slået sammen, for at forme en massiv rumstation kaldet Arken.
Tre generationer har overlevet der. Arken har strenge foranstaltninger, herunder dødsstraf for dem over 18 år og befolkningskontrol, som lederne af Arken har vedtaget, for at sikre overlevelsen af den menneskelige race. Men nu er ressourcerne ved at løbe ud, og Arken er ved at dø. For første gang i næsten et århundrede, er der tale om at vende tilbage til Jorden.
100 unge, der er dømt for forskellige forbrydelser, sendes til jorden for at se, om man kan overleve. Blandt dem er 17-årige Clarke Griffin, datter af Arkens overlæge Abigail Griffin, og maskinchef Jake Griffin, Wells Jaha, søn af Kansler Jaha, Vovehalsen Finn Collins, den ulovlige søster Octavia, hendes bror som er blind passager, Bellamy Blake, den muntre Jasper Jordan, og den ressourcestærke Monty Green.
Uden at vide hvad der vil ske med de 100 unge på Jorden, står kansler Jaha, hans næstkommanderende Marcus Kane, overlægen Abigail Griffin og Rådet over for den vanskelige beslutning om livet, døden og den fortsatte eksistens af den menneskelige race.
For de 100, er Jorden en fremmed planet, men de opdager hurtigt, at planeten er fyldt både med nye vidundere og farer af alle slags. 
Med overlevelsen af den menneskelige race i deres hænder, skal de 100 finde en måde at overkomme deres forskelle på, forenes, og skabe en ny sti på en ændret Jorden, der er primitiv, intens og vrimler med det ukendte.

## Medvirkende

### Hovedpersoner
- Eliza Taylor som Clarke Griffin, ,[2] datter af Dr. Abigail Griffin og Jake Griffin.
- Marie Avgeropoulos som Octavia Blake,,[2] søster til Bellamy, sendt på jorden for at være et ulovligt 2. barn.
- Thomas McDonell som Finn Collins. [2]
- Bob Morley som Bellamy Blake,[2] bror til Octavia, tog til jorden for at beskytte Octavia.
- Christopher Larkin som Monty Green,[2] en smart og tech-kyndig teenager.
- Devon Bostick som Jasper, en Fedtmule,[2] udadvendt og eventyrlysten dreng, der risikerede sit liv for at redde Octavia.
- Paige Turco som Dr. Abigail "Abby" Griffin,[2] mor til Clarke . Hun var overlæge i Arken og den vigtigste fortaler vedrørende beboelighedestatussen på Jorden. Hendes mand var maskinchefen, Jake Griffin.
- Henry Ian Cusick som Marcus Kane,[2] eks-kansler Thelonius, tidl. second-in-command, og en god ven og kærligheds-interesserede til Abby.
- Isaiah Washington som kansler Thelonius Jaha.[2]
- Alycia Debnam-Carey som Lexa, der er høvding for The Grounders, en meget magtfuld høvding og vil gøre alt for sit folk.

### Andre roller
- Chris Browning som Jake Griffin, Dr. Abigail Griffin's mand og Clarke's far, der blev smidt ud i rummet.
- Lindsey Morgan som Raven Reyes. Det afsløres hendes kæreste var Finn Collins, en af de 100.
- Richard Harmon som Jonathan 'John' Murphy.
- Terry Chen som Commander Shumway.
- Jarod Joseph som Miller.
- Sachin Sahel som Jackson.
- Ricky Whittle som Lincoln, en Grounder der reddede Octavia, og hendes elsker, der blev dræbt af Kansleren Charles Pike i sæson 3.

## Serieoversigt
| Sæson | Sæson | Episoder | Oprindeligt sendt | Oprindeligt sendt | Nielsen ratings | Nielsen ratings   |
| Sæson | Sæson | Episoder | Først sendt       | Sidst sendt       | Rang            | Seere (millioner) |
| ----- | ----- | -------- | ----------------- | ----------------- | --------------- | ----------------- |
|       | 1     | 13       | 19. marts 2014    | 11. juni 2014     | 150             | 2.59              |
|       | 2     | 16       | 22. oktober 2014  | 11. marts 2015    |                 |                   |
|       | 3     | 16       | 21. januar 2016   | 19. maj 2016      | TBD             | TBD               |
|       | 4     | 13       | 1. februar 2017   | 24. maj 2017      | TBD             | TBD               |